# ان‌جی‌سی ۷۰۱۲
ان‌جی‌سی ۷۰۱۲ (انگلیسی: NGC 7012) یک کهکشان بیضوی بزرگ و درخشان است که در فاصله ۳۸۰ میلیون سال نوری از زمین در صورت فلکی میکروسکوپ جای دارد. کهکشان NGC 7012 توسط اخترشناس جان هرشل در ۱ ژوئیه ۱۸۳۴ کشف شد.